# Hippocampus subelongatus
Hippocampus subelongatus är en fiskart som beskrevs av François Louis Nompar de Caumont de Laporte 1873. Hippocampus subelongatus ingår i släktet sjöhästar och familjen kantnålsfiskar. IUCN kategoriserar arten globalt som otillräckligt studerad. Inga underarter finns listade i Catalogue of Life.